# Гилле, Кристиан
Кри́стиан Ги́лле (нем. Christian Gille; 6 января 1976, Вольфен) — немецкий гребец-каноист, выступал за сборную Германии в середине 1990-х — конце 2000-х годов. Олимпийский чемпион, пятикратный чемпион мира, четырежды чемпион Европы, многократный победитель и призёр первенств национального значения.

## Биография
Кристиан Гилле родился 6 января 1976 года в городе Вольфене, федеральная земля Саксония-Анхальт. Активно заниматься греблей начал в возрасте одиннадцати лет, проходил подготовку в спортивном клубе при Германской академии физической культуры в Лейпциге, тренировался под руководством тренера Кая Веселого. Среди юниоров уже в 1993 году выигрывал чемпионат мира в четвёрках, был серебряным призёром в одиночках.
Первого серьёзного успеха на взрослом международном уровне добился в 1995 году, когда попал в основной состав национальной сборной Германии и побывал на домашнем чемпионате мира в Дуйсбурге, откуда привёз награду бронзового достоинства, выигранную в зачёте четырёхместных экипажей на дистанции 1000 метров. Два года спустя на мировом первенстве в канадском Дартмуте в паре с Томасом Цереске завоевал золотую медаль на двухстах метрах и бронзовую на пятистах — ещё через год на аналогичных соревнованиях в венгерском Сегеде повторил это достижение, в двойках стал чемпионом мира на дистанции 200 метров и бронзовым призёром на дистанции 500 метров (на обоих чемпионатах их обошли команды Венгрии и Польши).
В 1999 году Гилле добавил в послужной список бронзовую медаль с чемпионата мира в Милане, добытую в гонках каноэ-двоек на двухсотметровой дистанции. Благодаря череде удачных выступлений удостоился права защищать честь страны на летних Олимпийских играх 2000 года в Сиднее, вместе с тем же Цереске участвовал в полукилометровом парном разряде, сумел выйти в финальную стадию соревнований, но в решающем заезде финишировал только пятым.
Поскольку Цереске из-за серьёзной болезни вынужден был завершить карьеру, на чемпионате мира 2002 года в испанской Севилье Гилле выступал в одиночном разряде спринтеров и на дистанции 200 метров получил бронзу, проиграв в финале россиянину Максиму Опалеву и поляку Анджею Езерскому, которые получили золото и серебро соответственно. Будучи одним из лидеров сборной, прошёл квалификацию на Олимпийские игры 2004 года в Афинах, где совместно с новым партнёром Томашем Выленжеком показал пятый результат на пятистах метрах и завоевал золото на тысяче. На старт он выходил с траурной чёрной повязкой в память об умершем Томасе Цереске и победу тоже посвятил своему многолетнему партнёру.
В 2005 году на чемпионате мира в хорватском Загребе Гилле стал призёром во всех трёх парных спринтерских дисциплинах, в том числе на дистанциях 500 и 1000 метров получил награды высшего золотого достоинства. На двухстах метрах вынужден был довольствоваться серебром, проиграв россиянам Евгению Игнатову и Николаю Липкину. Не менее успешно выступил и на чемпионате Европы в польской Познани, где в тех же трёх дисциплинах одолел всех своих соперников и трижды поднимался на верхнюю ступень пьедестала почёта. В следующем сезоне в двойках на двухстах метрах выиграл серебряную медаль, затем на домашнем чемпионате мира в Дуйсбурге в трёх парных дисциплинах добыл три разные медали: серебряную в гонке на 200 метров, бронзовую на 500 метров и золотую на 1000. Помимо этого, на тысяче метров одержал победу на европейском первенстве в испанской Понтеведре, став таким образом четырёхкратным чемпионом Европы и пятикратным чемпионом мира.
Последнее значимое выступление Гелле состоялось на Олимпийских играх 2008 года в Пекине, где он вместе с тем же Выленжеком выиграл бронзу на пятистах метрах и серебро на тысяче — в первом случае не смог обогнать команды из Китая и России, во втором проиграл братьям Андрею и Александру Богдановичам из Белоруссии. Вскоре после этих соревнований он принял решение завершить карьеру профессионального спортсмена, уступив место в сборной молодым немецким гребцам — официально объявил об этом 30 марта 2009 года. Ныне проживает в Лейпцие, с января 2010 года работает пожарным, по образованию — автомеханик.